# Казанков, Сергей Иванович
Сергей Иванович Казанков (род. 9 октября 1972, Марьино, Юринский район, Марийская АССР) — российский государственный деятель, руководитель совхоза «Звениговский» (2000—2016). Депутат Государственной думы VII и VIII созывов, первый заместитель председателя комитета Государственной Думы по малому и среднему предпринимательству, член фракции КПРФ.
Из-за вторжения России на Украину, находится под международными санкциями Евросоюза, США, Великобритании и ряда других стран

## Биография
Родился 9 октября 1972 года в селе Марьино Юринского района Марийской АССР.
В 1989 году после окончания школы в посёлке Суслонгер Звениговского района поступил в Казанский государственный медицинский университет, который закончил в 1995 году. Прошёл обучение на военной кафедре вуза. Воинское звание — лейтенант запаса. В 1995—1997 годах проходил ординатуру в КГМУ. В 1998—1999 годах работал главным врачом Шелангерской врачебной амбулатории Звениговской районной больницы.
Для более глубокого изучения экономики в 1998—1999 годах прошёл обучение в Чувашском государственном университете по Федеральной программе подготовки управленческих кадров. В 2000 году стажировался в Германии.
В 1999 году его отец Иван Казанков, возглавлявший совхоз «Звениговский» с 1979 года, был избран депутатом Госдумы. Сергей Казанков стал директором совхоза «Звениговский» посёлка Шелангер. В 2004—2005 годах — заместитель директора сельскохозяйственного производственного кооператива «Звениговский». В 2006—2008 годах — заместитель директора, директор ООО «Торгово-перерабатывающий комплекс „Звениговский“». В 2008—2010 годах — заместитель директора, генеральный директор ООО Мясокомбинат «Звениговский». С 2011 года — заместитель директора сельскохозяйственного производственного кооператива «Звениговский».
В 2006 году защитил кандидатскую диссертацию по экономике.

## Политическая деятельность
Депутат Государственного Собрания Республики Марий Эл III—VI созывов от КПРФ (2000—2016).
В 2016 году избран депутатом Государственной думы Российской Федерации от КПРФ по Марийскому одномандатному округу № 22, набрав 46,23 % голосов и опередив кандидата от партии «Единая Россия» Ларису Яковлеву с 37,11 % голосов.
Заместитель председателя комитета Государственной Думы по энергетике (с 9.11.2020). Член фракции КПРФ.
В 2021 году на выборах в Государственную Думу VIII созыва был избран по Марийскому одномандатному избирательному округу № 22 как представитель от политической партии «КПРФ». 50,36 % голосов избирателей, посетивших участки в дни голосования были отданы за Сергея Казанкова.
Первый заместитель председателя комитета Государственной Думы по малому и среднему предпринимательству, член фракции КПРФ.
Награжден медалью Ордена «За заслуги перед Отечеством» II степени (Указ Президента Российской Федерации от 28 апреля 2023 года).

## Законотворческая деятельность
С 2016 по 2020 год, в течение исполнения полномочий депутата Государственной Думы VII созыва, выступил соавтором 40 законодательных инициатив и поправок к проектам федеральных законов.

## Санкции
23 февраля 2022 года внесен в санкционные списки Евросоюза за действия и политику, которые подрывают территориальную целостность, суверенитет и независимость Украины и еще больше дестабилизируют Украину.
24 февраля 2022 года, включён в санкционный список Канады «близких соратников режима» за голосование о признании независимости «так называемых республик в Донецке и Луганске».
24 марта 2022 года, на фоне вторжения России на Украину, включен в санкционный список США за «соучастие в войне Путина» и «поддержку усилий Кремля по вторжению в Украину», Госдеп США заявил что депутаты Госдумы используют свои полномочия для преследования инакомыслящих и политических оппонентов, нарушают свободу информации, ограничивают права человека и основные свободы граждан России.
Позднее, по аналогичным основаниям, включён в санкционные списки Великобритании, Швейцарии, Австралии, Японии, Украины и Новой Зеландии.

## Семья
Отец — Иван Иванович, хозяйственник-аграрий, бывший депутат Госдумы. Мать — Людмила Григорьевна, учительница, преподаватель русского языка и литературы.
Жена — Ольга Владиславовна, юрист. Две дочери.

## Награды
- Благодарность Правительства Российской Федерации (16 декабря 2019 года) — за большой вклад в развитие российского парламентаризма и активную законотворческую деятельность[18]